# Akiko Morishima
森島明子
Akiko Morishima (森島明子, Morishima Akiko) est une mangaka japonaise spécialisée dans le yuri et le shōjo.

## Œuvres

### Mangas
- Rakuen no Jōken, 1 volume en 2007[2],[3]
- Hanjuku Joshi (半熟女子, Hanjuku Joshi?), 2 volumes de 2008 à 2009[4]
- Seigakuin Kōka Daigaku Yakan-bu, en 2009[5]
- Ruri-iro Yume, 1 volume en 2009[6]
- Renai Joshika, 2 volumes de 2010 à 2011
- Renai Joshi File[7]
- Hajimete, Kanojo to., 1 volume en 2013
- Onna no ko Awase, 1 volume en 2013
- Yuri Kuma Arashi (Yuri Kuma Arashi?), de 2014 à 2016 en tant que dessinatrice[8]